# Талызины
Талы́зины — дворянский род столбового дворянства, из благородных касимовских татар.
При подаче документов (23 мая 1686) для внесения рода в Бархатную книгу, была предоставлена родословная роспись Талызиных.

## Происхождение и история рода
Дворянский род Талызиных производил себя от якобы выехавшего служить из Золотой Орды (1436) в Муром к великому князю Василию Васильевичу татарского мурзы Кучука Тагалдызина (Тагай-Эльдиза). Согласно родословной сказке, Кучук принял крещение с именем Якова и получил от великого князя поместья в Муромском уезде. Талызины XVI века служили преимущественно по Новгородскому уезду, жалованы были от государей (1606) и других годах поместьями и чинами.
К высшей аристократии XVIII-XIX вв. принадлежала ветвь Талызиных, владевшая подмосковной усадьбой Денежниково. Происходит она от Луки Лукича Талызина (ум. после 1647) — доверенного стольника и дьяка патриарха Филарета. Сын его Иван Лукьянович ездил послом в Польшу (1667-1668), воеводствовал в городе Тара (1680), за польскую и чигиринскую службу и Троицкий поход пожалован вотчинами.
Наивысших чинов его представители достигли на военной и придворной службе во второй половине XVIII века.

## Потомство Ивана Лукьяновича
1. Евдокия Ивановна, жена графа Петра Михайловича Бестужева-Рюмина (1664—1743); их сын канцлер А. П. Бестужев.
2. Анна Ивановна (ум. 1764), жена сенатора Юрия Степановича Нелединского-Мелецкого.
3. Лукьян Иванович, стольник, в 1693-96 гг. воевода в Берёзове.
  1. Иван Лукьянович (1700—1777), адмирал и андреевский кавалер; женат на Ирине Ильиничне Исаевой.
    1. Лукьян Иванович (1741-после 1794), бригадир, начальник Герольдмейстерской конторы; женат на кнж. Прасковье Ивановне Лобановой-Ростовской.
    2. Александра Ивановна (1745—1793), жена графа Ивана Андреевича Остермана (1725—1811), канцлера Российской империи.

  2. Фёдор Лукьянович (1692—1740), полковник; женат на кнж. Пульхерии Семёновне Волконской.
    1. Пётр Фёдорович, генерал-поручик, герой русско-турецкой войны 1769—1774 годов; женат на кнж. Евдокии Ивановне Одоевской.
    2. Иван Фёдорович (ум. 1780), бригадир Талызинская усадьба Денежниково в Бронницком уезде

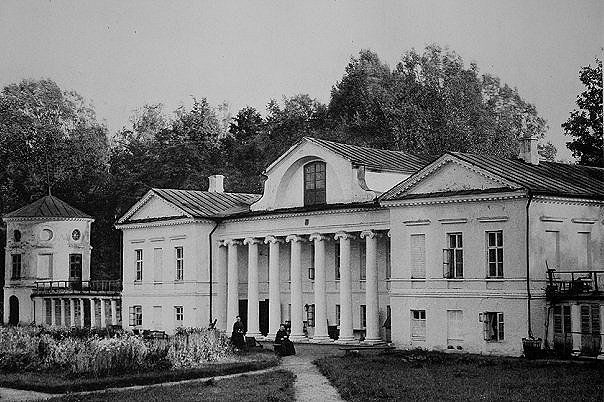
Талызинская усадьба Денежниково в Бронницком уезде

      1. Александр Иванович (1777—1847), генерал-майор
      2. Фёдор Иванович (1773—1844), генерал-лейтенант
        1. Мария Фёдоровна (1808-43), жена генерала от инфантерии П. П. Липранди.

    3. Александр Фёдорович (1734—1787), тайный советник, сенатор, строитель дома на Воздвиженке; женат на Марии Степановне Апраксиной (1741-96).
      1. Татьяна Александровна (ум. после 1802), жена д.с.с. Михаила Яковлевича Гедеонова.
      2. Екатерина Александровна (1772—1803), жена д.т.с. Михаила Алексеевича Обрескова.
      3. Пётр Александрович (1767—1801), генерал-лейтенант, командир лейб-гвардии Преображенского полка, участник заговора против Павла I.
      4. Степан Александрович (1768[источник не указан 1057 дней]—1815), генерал-майор, шеф Выборгского мушкетерского полка; женат на кнж. Марии Васильевне Голицыной (1769—1853).
        1. Александр Степанович (1795—1858), тайный советник, бронницкий уездный предводитель дворянства; женат на грф. Ольге Николаевне Зубовой (1803—1882), внучке А. В. Суворова.
          1. Степан Александрович (17.07.1825[4]—1878), камергер, действительный статский советник.
          2. Аркадий Александрович (1838—1896), церемониймейстер, директор Оружейной палаты.
          3. Наталья Александровна (1829—1892), жена Алексея Кирилловича Нарышкина (1818—1862).
          4. Мария Александровна (1831—1904), жена т.с. Бориса Александровича Нейдгардта (1819—1900), тёща П. А. Столыпина.
          5. Лидия Александровна (1833—1891), жена Всеволода Александровича Всеволожского (1822—1888).

## Описание гербов

#### Герб Талызиных 1785 г.
В Гербовнике Анисима Титовича Князева 1785 года имеются три печати с гербами представителей рода Талызиных:
1. Герб тайного советника и сенатора Александра Фёдоровича Талызина: щит разделён крестообразно на четыре части. В первой части, в красном поле, изображён скачущий влево серебряный всадник с поднятым вверх мечом (польский герб Погоня). Во второй части, в синем поле, воин в серебряном одеянии, держащий в правой руке копьё, остриём вниз. В третьей части, в золотом поле, одноглавый чёрный орёл, повёрнутый головой вправо, с распростёртыми крыльями. В четвёртой части, в серебряном поле, золотая восьмиконечная звезда. Щит увенчан короной графского (?) достоинства (дворянский шлем, нашлемник и намёт отсутствуют). Вокруг щита фигурная виньетка.
2. Герб Талызина: щит, расположенный на орденской звезде, разделён крестообразно на четыре части. В первой части, в красном поле, изображён скачущий влево серебряный всадник с поднятым вверх мечом. Во второй части, в синем поле, воин в серебряном одеянии, держащий в правой руке копьё, остриём вниз. В третьей части, в золотом поле, одноглавый чёрный орёл, повёрнутый головой вправо, с распростёртыми крыльями. В четвёртой части, в серебряном поле, золотая восьмиконечная звезда. Щит увенчан дворянской короной (дворянский шлем, нашлемник и намёт отсутствуют).
3. Герб генерал-поручика (1783), кавалера ордена Святого Александра Невского Петра Фёдоровича Талызина: щит разделён крестообразно на четыре части. В первой части, в красном поле, изображён скачущий влево серебряный всадник с поднятым вверх мечом. Во второй части, в синем поле, воин в серебряном одеянии, держащий в правой руке копьё, остриём вниз. В третьей части, в золотом поле, одноглавый чёрный орёл, повёрнутый головой вправо, с распростёртыми крыльями. В четвёртой части, в серебряном поле, золотая восьмиконечная звезда. Щит увенчан короной графского (?) достоинства (дворянский шлем, нашлемник и намёт отсутствуют). Щитодержатели: два восстающих льва, стоящие задними ногами на постаменте[5].

#### Герб. Часть I. № 53.
Щит разделён на четыре равные части, из которых в первой в красном поле изображён всадник на белой скачущей лошади с поднятою вверх саблей; во второй части в голубом поле — воин, держащий в правой руке пику, обращённую остриём вниз; в третьей части, в золотом поле — одноглавый орёл, чёрный, с распростёртыми крыльями; в четвёртой части, в серебряном поле — восьмиугольная голубая звезда. Щит увенчан обыкновенным дворянским шлемом с дворянской на нём короной, из-за которой выходят три страусиных пера. Щит держат два льва, с загнутыми хвостами, смотрящие в стороны.

## Известные представители
- Талызин Лукьян Лукич - за Московское осадное сидение (1610) пожалован вотчинам, стольник патриарха Филарета (1627).
- Талызин Никифор Лукич - воевода в Устьянских волостях (1617-1619).
- Талызин Никифор Семёнович - посол в Персию (1629-1630), дьяк (1627-1640), дьяк Пушкарского приказа (1633), был на межевании с Польшей в Торопце (1634), воевода в Нижнем-Новгороде (1642), в Новгороде-Великом (1645-1647).
- Талызин Лукьян - дьяк (1640).
- Талызин Никифор - дьяк, воевода в Казани (1636-1638), в Пскове (1644).
- Талызин Савелий Прокофьевич - был два раза в плену в Польше (1654).
- Талызин Ларион Никифорович - стряпчий (1658).
- Талызин Иван Лукьянович - московский дворянин (1676).
- Талызины: Яков и Иван Васильевичи - убиты в Крымском походе (1686)[6].
- Талызин Лукьян Иванович - стряпчий (1682), стольник (1686-1692), воевода в Берёзове (1693-1697)[7][8].